# دان هاو
دان هاو هو راكب الكنو كندي، ولد في 31 ديسمبر 1970.

## وصلات خارجية
- دان هاو على موقع أوليمبيديا (الإنجليزية)